# Victor Martín (nuotatore)
Víctor Martín (El Padul, 25 settembre 1993) è un nuotatore spagnolo.

## Biografia
Ai mondiali di Barcellona 2013 ha ottenuto il 27º posto nei 200 metri stile libero.
Agli europei di  2014  di Nuoto ai Campionati europei di nuoto 2014 si è classificato 32º.
Il 7 agosto 2015 con il tempo di 7'11"39 ha realizzato il record nazionale spagnolo ai mondiali di Kazan' 2015 nella staffetta 4x200 metri stile libero, con Miguel Durán (1:49.45), Albert Puig (1:48.04) e Marc Sánchez (1:46.98).
Ha rappresentato la Spagna ai Giochi olimpici estivi di Rio de Janeiro 2016, gareggiando nella staffetta 4x200 metri stile libero.

## Record nazionali
| Specialità                     | Tempo   | Evento                                     | Luogo  | Data          | Note  |
| ------------------------------ | ------- | ------------------------------------------ | ------ | ------------- | ----- |
| Staffetta 4x200 m stile libero | 7'11"39 | Nuoto ai Campionati mondiali di nuoto 2015 | Kazan' | 7 agosto 2015 | [ 1 ] |